# Euplecte vorabé
Euplectes afer
Espèce
Statut de conservation UICN

 LC  : Préoccupation mineure
Statut CITES
L'Euplecte vorabé (Euplectes afer), aussi appelé Worabée, est une espèce de passereaux de la famille des Ploceidae.
Il est l'un des tisserins les plus connus, et recherché comme oiseau de cage.

## Description
Cet oiseau possède des couleurs vives. En plumage nuptial, le mâle est de couleur jaune d'or, avec la poitrine, la face et la gorge d'un noir brillant.
En dehors de la saison de reproduction, de juillet à décembre, il est semblable aux femelles et aux juvéniles.

## Écologie et comportement

### Alimentation
Il est granivore, mais consomme également des baies et des insectes.

### Comportement social
C'est une espèce grégaire, aimant vivre en groupes. En cage il peut aussi cohabiter avec des Euplectes ignicolores.

## Répartition
Il vit en Afrique subsaharienne continentale et a été introduit en Jamaïque, au Porto Rico, au Japon et au Portugal.